# Теличкіна Валентина Іванівна
Валентина Іванівна Теличкіна (нар. 10 січня 1945, с. Красне, Горьковська область, РРФСР) — радянська та російська актриса театру і кіно. Народна артистка Російської Федерації (2009).
Внесена до Переліку осіб, які створюють загрозу нацбезпеці України. Путіністка і українофобка.
У березні 2014 року підписала листа на підтримку політики президента Росії Володимира Путіна щодо російської військової інтервенції в Україну.

## Біографія
Валентина Теличкіна народилася 10 січня 1945 року в селі Красному (нині Арзамаського району Нижньогородської області).
Закінчила ВДІК (1967, майстерня Володимира Бєлокурова). Актриса Театру-студії кіноактора.
1965 року Валентина Теличкіна дебютувала у кіно. Це була роль Даші в кіноповісті режисерів В. Краснопольського і В. Ускова «Тайговий десант».
В радянські роки Валентина Теличкіна знялася в декількох десятках кінофільмів. Героїні актриси — звичайні, прості дівчата, інтуїтивно вибирають правильний життєвий шлях.
Перший успіх і популярність здобула, знявшись в ролі Валі Королькової в дилогії Сергія Герасимова «Журналіст» (1967) та «У озера» (1968). Яскравими стали, також, ліричні і характерні ролі в картинах «Зигзаг удачі» (1968, реж. Ельдар Рязанов), «Початок» (1970, реж. Гліб Панфілов), «Не може бути!» (1975, реж. Леонід Гайдай), «П'ять вечорів» (1978, реж. Микита Міхалков), «Портрет дружини художника» (1981, реж. Олександр Панкратов), «Васса» (1982, реж. Гліб Панфілов) тощо.
У 2002 році знялася в популярному телевізійному серіалі «Бригада». У 2006 році знялася в серіалі-ситкомі «Великі дівчатка».
Зіграла понад сімдесят ролей в кіно і серіалах.

## Громадська діяльність
У березні 2014 року підписала листа на підтримку політики президента Росії Володимира Путіна щодо російської військової інтервенції в Україну.

## Нагороди та премії
- Заслужена артистка РРФСР (1976)
- Премія Ленінського комсомолу (1976) — за створення образів сучасників
- Державна премія РРФСР імені братів Васильєвих (1985) — за виконання ролі Ганни Оношенкової у фільмі «Васса» (1982)
- Народний артист Росії (2009)

## Фільмографія
1. 1967 — Журналіст — кур'єр і друкарка редакції Валя Королькова
2. 1967 — «Осінні весілля» — Наташа
3. 1968 — Незвичайна виставка
4. 1968 — Зигзаг удачі — касир Оля (наречена Володі Орєшнікова)
5. 1968 — У озера
6. 1968 — Перша дівчина — Саня Єрмакова
7. 1970 — Початок
8. 1972 — Стоянка поїзда — дві хвилини
9. 1972 — Сині зайці або Музична подорож — прекрасна Жінка
10. 1973 — Капітан — мама Дениски
11. 1974 — Один-єдиний
12. 1975 — У самого Чорного моря
13. 1975 — Не може бути! — Катерина (наречена) — (новела «Весільна подія»)
14. 1976 — Зустрінемося біля фонтану — Люба, перукар-модельєр
15. 1976 — По секрету всьому світу — Ася, мама Дениса Корабльова
16. 1978 — П'ять вечорів — Зоя
17. 1979 — Уперше заміжня — Галина Борисівна
18. 1979 — Добряки
19. 1981 — Портрет дружини художника
20. 1982 — Божевільний день інженера Баркасова — няня Анюта
21. 1982 — Васса — Ганна Оношенкова
22. 1984 — Сильна особистість із 2 «А» — Зіна
23. 1985 — Чоловіки та всі інші
24. 1986 — По головній вулиці з оркестром — Женя
25. 1986 — Я — вожатий форпосту — Клара Петрівна
26. 1987 — Де знаходиться нофелет? — Незнайомка
27. 1987 — Людина свити — Віка
28. 1992 — Міняйли — Зоя Олександрівна
29. 1997 — Чарівний портрет
30. 1998 — Класик
31. 1999 — Кадриль
32. 2002 — Бригада — мама Саші Бєлова
33. 2005 — Єсенін — Тетяна Федорівна, мати Єсеніна
34. 2006 — Хто приходить у зимовий вечір
35. 2006 — Великі дівчата
36. 2008 — Даішники — мама Сергія Лаврова
37. 2008 — Листоноша
38. 2009 — Гоголь. Найближчий — Мати Гологя
39. 2009 — Вогні великого міста — Марія Звонарьова, дружина Павла
40. 2011 — Група щастя — Ганна Іванівна Краснова